# 特罗伊茨科耶村委员会
特罗伊茨科耶村委员会（俄语：Троицкий сельсовет）是俄罗斯联邦阿穆尔州伊万诺夫卡区所属的一个村委员会。其下辖有1个居民点，行政中心为特罗伊茨科耶。据2016年统计，该村委员会的人口为395人。